# Amphiptere

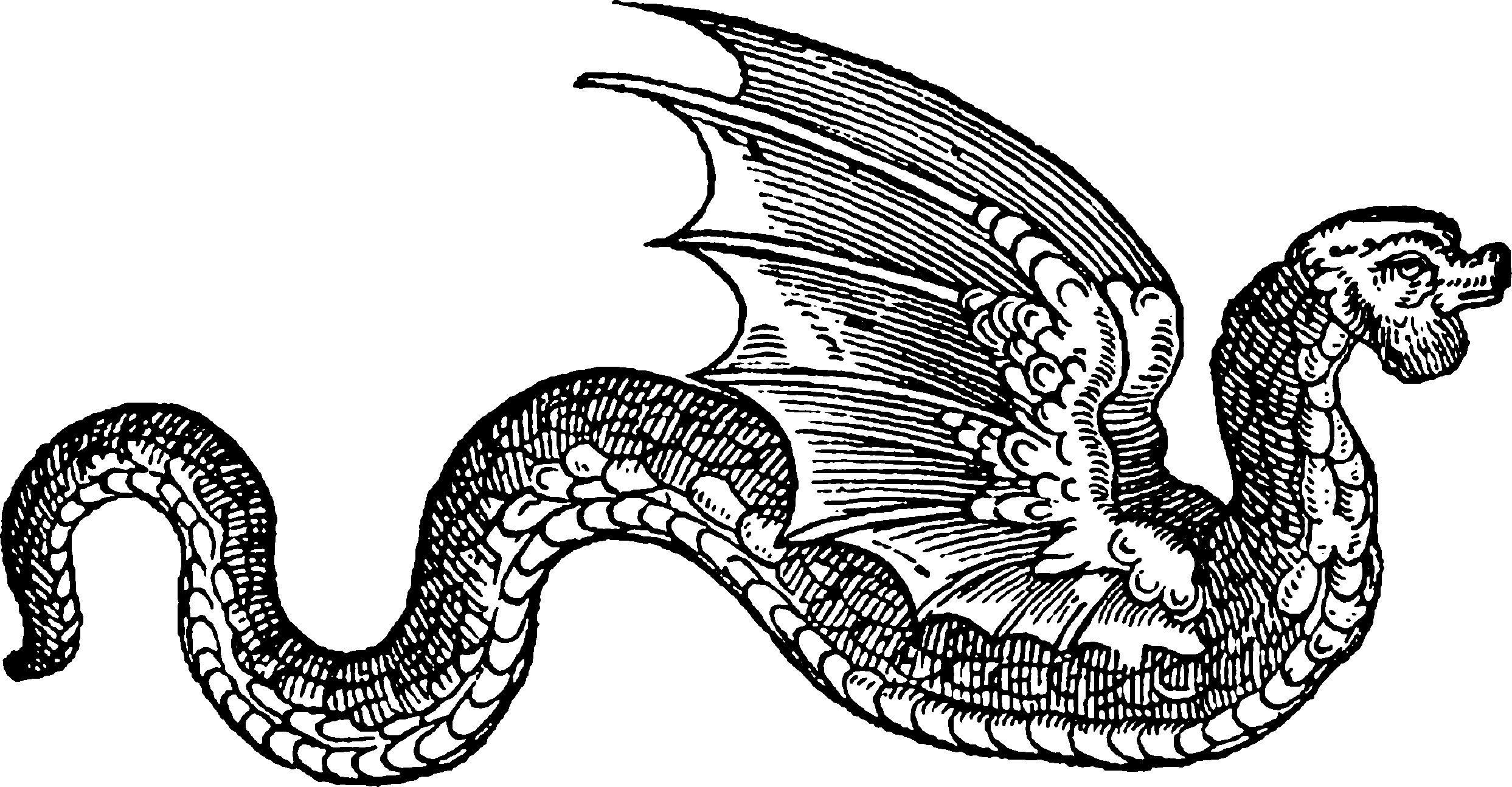
Amphiptere, Edward Topsell (1608).

De amphiptere (uitspraak: am-fi-teer) is een fabeldier, dat ook wel Jaculus wordt genoemd; naar verluidt een ondersoort van de amphisbaena.

## Voorkomen
Men zou het dier over de hele wereld kunnen vinden: Van Groot-Brittannië, Egypte en het Midden-Oosten tot Madagaskar, Mexico en Peru.

## Kenmerken

Wapen, met amphiptere, van Saint-Lyphard

Het is een timide serpent met kleine, hoog op de rug bevestigde vleugels, geen poten of twee poten (zeldzaam), een draakachtig hoofd, grote ogen en twee tongen. De ene tong is normaal, de andere heeft de vorm van een pijl. De schuwe amphiptere slaat op de vlucht als mensen naderen of wat stenen gooien, maar is niettemin giftig.
Het dier kan zich oprollen en zich daarna wegschieten als een speer.
In een geschrift uit 1669 wordt gemeld dat de amfiptere drie meter lang is, de dikte heeft van een mensenbeen en bedekt is met schubben. De grote ogen zijn omringd door kwabben. De mond bevat scherpe tanden en twee tongen. Dit geschrift beschrijft een waarneming nabij Henham in Essex.
De amphiptere verscheen in Edward Topsells "The Historie of Serpents", geschreven in het begin van de zeventiende eeuw. De tekening beeldde een slang ter grootte van een python uit, met op zijn rug vleermuisachtige vleugels. Het fabeldier wordt echter vaker afgebeeld met gevederde vleugels.
De amphiptere bewaakt grootse schatten met zijn hypnotische ogen, en zou alle geheimen ter wereld kennen, op een na. Ook wordt verteld dat hij wierookbomen in Arabië bewaakt, waaruit etherische olie wordt gewonnen. De Henham-amphiptere uit Essex, Engeland was 3 meter lang en zo dik als een mannenbeen.

## Heraldiek
Deze serpenten komen ook voor in de heraldiek. Ze nemen echter zelden een grote plaats in op het schild, en meestal worden ze vergezeld door andere dieren. De meeste kronkelen zich om speren of balanceren daarop. De symbolische betekenis van de amphiptere in de heraldiek is onbekend. De amphiptere zou op het wapenschild van de Draconis Extinctors hebben gestaan, die naar Ierland trokken om "de serpenten te bevechten".
Deze soort is mogelijk afgeleid van de bestaande diersoort Fandrefiala, een slang op Madagaskar. Op dit eiland zijn vele unieke diersoorten te vinden, en met name slangen. De fandrefiala laat zich uit een boom vallen met zijn staart eerst, als ware het een speer. Men zegt ter plaatse dat hij daarmee dieren steekt die onder hem door lopen.